# Estrecho de Corea
El Estrecho de Corea (大韓海峽, Daehanhaehyeop), es el estrecho que se encuentra entre el extremo meridional de la península de Corea y las islas japonesas de Kyūshū y Honshū (Honshu es la isla mayor, en donde esta Tokio y las otras ciudades más grandes de Japón, puesto que este país es en realidad un archipiélago compuesto de  6852 islas, de las cuales, las dos mencionadas, están entre las cinco más grandes y que las separan de las otras por canales estrechos de menos de 20 km). El Estrecho de Corea conecta el mar del Japón con el mar de China Oriental. 
El Estrecho de Corea está dividido en dos partes por la isla de Tsushima. El Canal Occidental, al norte de la isla, y el Canal de Tsushima, también llamado, Canal Oriental. En otras palabras, la suma del Canal Occidental, más el Canal Oriental (llamado también el Estrecho de Tsushima), dan como suma el Estrecho de Corea.
Este estrecho conforma el canal amplio (dividido por la isla de Tsushima), en el cual el punto más cercano entre la isla japonesa de Kiushu (una de las principales del país) y el punto más cercano del continente (en Corea), tiene una distancia aproximada de 185 km entre ambas costas. 
En Corea del Sur existen varios puertos cercanos al estrecho, como los de Busán, Jinhae o Masan. Varias líneas marítimas atraviesan díariamente los trayectos Busan-Fukuoka o Busan-Shimonoseki.

## Nombres del estrecho
| Idioma                                        | Península de Corea - islas Kyūshū                     | Península de Corea - Isla Tsushima | Isla Tsushima - Isla Kyūshū |
| --------------------------------------------- | ----------------------------------------------------- | --- | --- |
| Internacional (habitualmente usado en inglés) | Corea Strait (Estrecho de Corea)                      | Corea Strait Western Channel (Estrecho de Oeste)                                                                                       | Corea Strait Eastern Channel (Estrecho de Este)                                                                                              |
| coreano (Corea del Norte)                     | 조선해협 朝鮮海峡 Chosŏn Haehyŏp (Estrecho de Corea)  | 부산해협 釜山海峡 Pusan Haehyŏp (Estrecho de Busan)                                                                                    | 쓰시마해협 対馬海峡 Ssŭsima Haehyŏp (Estrecho de Tsushima)                                                                                   |
| coreano (Corea del Sur)                       | 대한해협 大韓海峡 Daehan Haehyeop (Estrecho de Corea) | 부산해협 釜山海峡 Busan Haehyeop (Estrecho de Busan)                                                                                   | 쓰시마해협 対馬海峡 Sseusima Haehyeop (Estrecho de Tsushima)                                                                                 |
| Japonés                                       | 対馬海峡 Tsushima Kaikyō (Estrecho de Tsushima)       | 朝鮮海峡 o 対馬海峡西水道 Chōsen Kaikyō or Tsushima Kaikyō Nishi-suidō (Estrecho de Corea o canal Occidental del estrecho de Tsushima) | 対馬海峡 or 対馬海峡東水道 Tsushima Kaikyō or Tsushima Kaikyō Higashi-suidō (Estrecho de Tsushima o Canal Oriental del estrecho de Tsushima) |

## Impacto histórico

### Puente de tierra
Durante los ciclos glaciares del Pleistoceno, el Estrecho de Corea y el Estrecho de Bering, así como el Mar Amarillo, se estrecharon con frecuencia y las islas japonesas pueden haber estado conectadas en ocasiones con el Continente Euroasiático a través de la Península de Corea o Sajalín. En ocasiones, se decía que el Mar de Japón era un lago interior congelado debido a la falta de la cálida Corriente de Kuroshio y se cree que varias plantas y grandes animales, como el Palaeoloxodon naumanni se extendieron hasta Japón.

### Historia temprana
Históricamente, estos estrechos servían de autopista para los viajes de alto riesgo. La distancia más corta entre Busan, Corea del Sur, y la isla de Tsushima es de unos 50 km, al igual que la distancia más corta de Tsushima a la isla Iki, Japón. Estas distancias parciales, son en suma menores que la distancia total del Estrecho de Corea, y esto se da, porque no se están midiendo los tamaños de las islas que se encuentran en el canal. 
En el siglo VI, el Budismo (Mahāyāna Budismo) fue transmitido por el pueblo de Baekje al Japón más oriental de la era del Emperador Kinmei a través de este estrecho (Véase también: Budismo de Asia oriental y Budismo en Japón).

### Invasión mongola
Entre 1266 y 1273, una misión diplomática compuesta por mongoles y coreanos envió enviados a Japón en seis ocasiones para exigir la sumisión a los mongoles, pero los japoneses ignoraron sus demandas.
En abril de 1274, los yuan ordenaron a Holdon y Hong Dagu movilizar 15.000 hombres para la invasión de Japón. El general coreano Kim Panggyong dirigió una fuerza de 30.500 para construir barcos al estilo de los chinos del sur. Un hombre de Shandong llamado Qi Gongzhi que ayudó a Kublai a diseñar barcos fue enviado a Corea, donde pasó unos meses antes de ser enviado a Xiangyang para la invasión del sur de China. Se construyeron tres tipos de barcos: 300 grandes barcos dan, 300 lanchas rápidas batulu y 300 lanchas auxiliares. Hong Dagu se encargó de la construcción de los grandes transportes, mientras que Chaqu supervisó la construcción de las naves rápidas batulu. Goryeo fue responsable de proporcionar la mano de obra, el material y el coste de la construcción, por lo que protestaron. La construcción terminó el 5 de julio de 1274. La flota de invasión debía partir en el séptimo mes lunar de 1274, pero se retrasó tres meses debido a la muerte de Wonjong el 23 de julio y a la tardanza de Holdon y Liu Fuheng. No llegaron hasta septiembre.
Kublai planeó que la flota atacara primero la isla de Tsushima y la isla de Iki antes de tocar tierra en la bahía de Hakata. El plan de defensa japonés consistía simplemente en rebatirles en cada punto con gokenin'. Tanto las fuentes yuaníes como las japonesas exageran los números del bando contrario: la Historia de Yuan sitúa a los japoneses en 102.000, y los nipones afirman que les superaban en número al menos diez a uno. En realidad, no existen datos fiables sobre el tamaño de las fuerzas japonesas, pero se estima que su número total oscilaba entre 4.000 y 6.000 hombres. La fuerza de invasión yuan estaba compuesta por 15.000 soldados mongoles, chinos han y jurchens, entre 6.000 y 8.000 soldados coreanos y 7.000 marineros coreanos..
Una flota conjunta de mongoles y coreanos cruzó este estrecho e intentó invadir Japón en 1274 y 1281. La fuerza asoló gravemente la isla de Tsushima en su camino hacia Japón, pero no logró derrotarlo.

### Wokou y la invasión de Ōei
Después de que la invasión mongola asolara Tsushima, ésta se convirtió en una base de los Wokou (piratas japoneses). La Dinastía Joseon coreana envió una flota a Tsushima en 1419 para la supresión de la actividad de los Wokou. Posteriormente, Corea aceptó conceder a los japoneses privilegios comerciales limitados.

### Batalla de Tsushima
La Batalla de Tsushima, librada entre las armadas japonesa y rusa el 27 y 28 de mayo de 1905, tuvo lugar en la parte del Estrecho de Tsushima del Estrecho de Corea, al este de la parte norte de Tsushima y al norte de la isla Iki. La flota rusa fue destruida por los japoneses.

### Batalla del Estrecho de Corea
La Batalla del Estrecho de Corea fue una batalla naval librada el primer día de la guerra de Corea, el 25 y 26 de junio de 1950, entre las armadas de Corea del Sur y Corea del Norte. Un transporte de tropas norcoreano que transportaba cientos de soldados intentó desembarcar su carga cerca de Busan pero fue encontrado por un barco patrulla surcoreano y hundido. Fue una de las primeras acciones de superficie de la guerra y supuso una importante victoria surcoreana.

### Futuro
La posibilidad de un Túnel Submarino Japón-Corea (o un puente), similar al Túnel del Canal de la Mancha que discurre bajo el Canal de la Mancha entre Francia y el Reino Unido, se ha discutido durante décadas.

## Fauna
El Estrecho de Corea, es rico en fauna marina debido a sus hábitats diversos y a las condiciones cambiantes del agua. La fauna marina del Estrecho de Corea es diversa y vital para la ecología y economía de la región. Los esfuerzos para monitorear y proteger esta biodiversidad son esenciales para mantener la salud de los ecosistemas marinos y apoyar la pesca sostenible.
El Estrecho de Corea alberga una amplia variedad de especies de peces, incluyendo tanto especies de importancia comercial como especies clave para el ecosistema. Algunas especies clave son: el abadejo un alimento básico en la pesca local, el abadejo prospera en aguas más frías; la caballa conocida por sus patrones migratorios, la caballa es significativa tanto para la pesca como presa de depredadores más grandes: el lenguado este pez plano se encuentra comúnmente en fondos arenosos y fangosos.
En cuanto a mamíferos marinos, el estrecho es hogar de varios mamíferos marinos, que dependen de sus ricas aguas para alimentarse y reproducirse. Se destacan varias especies de delfines incluido el delfín mular del Indo-Pacífico que habitan la zona; también se observan  migraciones estacionales de especies como la ballena jorobada, particularmente durante las temporadas de alimentación. El Estrecho de Corea cuenta con una diversa gama de invertebrados, cruciales para el ecosistema marino. Los mismos comprenden crustáceos, tales como diversas especies de cangrejos y camarones son abundantes, apoyando tanto la cadena alimentaria como la pesca local; se encuentran diversos tipos de almejas, ostras y calamares, contribuyendo tanto al equilibrio ecológico como a la cocina local: y también corales y otras formas de Vida Marina; aunque el Estrecho de Corea no es conocido por extensos arrecifes de coral, algunas áreas sí apoyan corales duros y una variedad de algas y kelp; se destacan sus bosques de kelp, estos bosques submarinos proporcionan hábitat y alimento para numerosas especies: también moran erizos de mar y estrellas de mar, estos equinodermos juegan roles vitales en la comunidad bentónica, ayudando a mantener el equilibrio ecológico.
La fauna marina única del Estrecho de Corea está influenciada por varios factores ambientales. La Corriente de Tsushima trae agua cálida del sur, mientras que la Corriente Liman fría fluye desde el norte, creando una rica mezcla de hábitats; las variaciones estacionales afectan la distribución y abundancia de especies, particularmente en términos de desove y patrones de alimentación.
El Estrecho de Corea enfrenta varios desafíos en cuanto a la conservación de la fauna, entre los que se cuentan: la sobrepesca, las prácticas de pesca insostenibles amenazan a muchas poblaciones de peces; la contaminación producto del escurrimiento y el tráfico marítimo contribuyen a la degradación del hábitat y amenazan la vida marina; y los cambios en la temperatura y la acidez del océano afectan las distribuciones de especies y la salud del ecosistema.

## Importancia económica
Numerosas rutas marítimas internacionales pasan por el estrecho, incluidas las que transportan gran parte del tráfico con destino a los puertos del sur de Corea del Sur. Tanto Corea del Sur como Japón han limitado sus reclamaciones territoriales en el estrecho a 3 millas náuticas (5,6 km) desde la costa, para permitir el libre paso por él.
Los transbordadores de pasajeros recorren numerosas rutas a través del estrecho. Los transbordadores comerciales van desde las ciudades surcoreanas de Busan y Geoje a puertos japoneses como Fukuoka, Tsushima, Shimonoseki y Hiroshima. Los transbordadores también conectan la isla de Tsushima con Fukuoka, y la isla de Jeju de Corea del Sur con el continente coreano. Los transbordadores que conectan Busan y las ciudades japonesas con los puertos de China también atraviesan el estrecho.
Las aguas territoriales de Japón se extienden hasta tres millas náuticas (5,6 km) en el estrecho en lugar de las doce habituales, al parecer para permitir que los buques de guerra y submarinos de la Armada de los Estados Unidos armados con armas nucleares transiten por el estrecho sin violar la prohibición de Japón contra las armas nucleares en su territorio.